# Papp Simon
Papp Simon  (Kapnikbánya, 1886. február 14. – Budapest, 1970. július 27.) geológus, az MTA tagja, a MAORT-telep egyik alapítója.

## Tanulmányai
Alapfokú iskoláit szülőfalujában, középiskoláit Nagybányán végezte el. A kolozsvári egyetemen geológusi oklevelet szerzett.

## Oktatói tevékenysége
1909 és 1911 között a kolozsvári egyetemen tanársegédként tevékenykedett. Ezt követően a selmecbányai Bányászati és Erdészeti Főiskolán oktatott geológiát 1911 és 1915 között. Kezdetben a földtani tanszéken oktatta a szénhidrogének kitermelését, majd a Sopronba áttelepített egyetem Bányamérnöki Karán 1944-ben megalapított „Olajkutatási és -termelési Tanszék” első professzora lett.

## Tevékenysége a kutatásban, termelésben
1919 végén Böckh Hugó, a pénzügyminisztériumi kutatási igazgatóság vezetője (akkoriban az ipari tevékenységet a Pénzügyminisztérium felügyelte) utasította Pávai-Vajna Ferenc geológust és Papp Simon geológust, hogy a Szávai és a Mura-közi redőzések kőolaj-előfordulásainak alapján azoknak vélt folytatását kutassák és térképezzék fel. Bár a két kutató között kibékíthetetlen ellentét keletkezett, a térképészeti munkában együttműködve kimutatták a mai Bázakerettye községtől nyugatra, Budafapusztán a geológiai felboltozódást, ami a hazai kőolajipar első sikeres kutatásának bizonyult. További kutatására és feltárására egy angliai cég kapott koncessziós jogot. (lásd: Szénhidrogén-bányászat Magyarországon)
Az angol vállalat opciós időszakának letelte után Papp Simont több szakemberrel együtt a cég külföldi érdekeltségeihez helyezték át, s csak 1937-ben tért vissza Magyarországra, és itthon az akkor létrehozott MAORT főgeológusa lett. Vezetésével és irányításával fedezték fel a Lovászi szénhidrogénmezőt.
Vezetésével termelték ki az ideiglenesen visszacsatolt Észak-Erdélyben a földgázmezőket.
Amikor Magyarország belépett a II. világháborúba, az amerikai vezetőket kiutasították az országból, és a MAORT szakemberei Papp Simon vezetésével magukra maradtak. A kormányzati szervek német nyomásra a termelés növelését szorgalmazták a kutatások rovására is.
A német megszállás idején már a MAORT alelnöke és vezérigazgatója lett, és sikeresen akadályozta meg, hogy a németek rátegyék a kezüket a zalai kőolajmezőkre. A berendezések jelentős részének leszerelését és elhurcolását is megakadályozta.
A háborús események átvonulása után a MAORT 1945 novemberéig szovjet katonai parancsnokság alá került, majd visszatért az amerikai vezetés, és ismét Papp Simon vette át a cég irányítását. Az elhurcolt berendezéseket, műszereket (ezek akkori értéke 3 millió dollár volt) visszaszállították Bajorországból, a termelést zavartalanul folytatni tudták. A magyar állam kormánybiztost rendelt ki, aki mindenáron a termelés növelését erőltette, a kutatások folytatását akadályozta. Az amerikai vezetés és a kormányzati ellenőrök között kapcsolat annyira megromlott a fokozódó államosítási törekvések miatt, hogy az amerikai vezetők távoztak az országból, a vezetés Papp Simonra maradt,
1945-ben a Magyar Tudományos Akadémia levelező tagjává, majd kőolajipari munkásságát elismerve, 1946-ban rendes tagjává választotta.
A MAORT vezetése 1947-ben búcsúlátogatásra hívta meg Papp Simont New Yorkba, és 62 éves korára tekintettel bejelentették nyugdíjazását.

## A MAORT-per
A MAORT-perrel a kormány ürügyet próbált találni az Egyesült Államok legnagyobb olajipari cége, a Standard Oil magyarországi leányvállalatának, a MAORT-nak az államosításához. Ehhez jogalapja nem volt, mert a részvények 96%-a amerikai kézben volt, és a koncessziós szerződést betartották, a kitermelt kőolaj 15%-a az állam tulajdonába került.
1948. augusztus 13-án az ÁVO őrizetbe vette a már nyugdíjazott Papp Simont, majd több vezetővel együtt letartóztatták. A később nyilvánosságra hozott vád alapja „szabotázs” volt. Vádlói szerint Papp Simon szándékosan rossz helyeken végeztetett mélyfúrásokat, a dokumentációkat meghamisította, a termelést visszafogta, amivel szándékosan kárt okozott a népgazdaságnak. Az amerikai vezetőket, akik letartóztatás után beismerő vallomást tettek, a határra kísérték, és kiutasították az országból. Az amerikaiak Bécsben közjegyzők előtt eskü alatt vallották, hogy a beismerő vallomást kényszer alatt tették, ezért azt semmisnek tekintik. Az Egyesült Államok kormánya hivatalos jegyzékben tiltakozott a letartóztatások és a per lefolytatása ellen.
A pert a koncepciós perek forgatókönyve alapján folytatták le, kikényszerített vallomásokkal, hamis tanúskodásokkal támasztották alá. A Budapesti Népbíróság különtanácsa „a demokratikus államrend megdöntésére irányuló bűncselekmény” miatt Papp Simont 1948. december 9-én első fokon halálra, társait 4 és 15 év közötti fegyházra ítélte. 1949 januárjában a halálbüntetést kegyelemből életfogytiglan tartó fegyházra változtatták, és kizárták az MTA tagjai közül, családját kitelepítették. Előbb a Váci Fegyház és Börtönben, majd a Budapesti Országos Börtönben (közismert nevén „Gyűjtő”) tartották fogva. Papp Simont a börtönben is dolgoztatták az olajipari terveken, sőt a recski kényszermunkatábor vízellátásának megvalósítását is vele terveztették meg.

## Rehabilitálása
Büntetését 1955. június 4-én három év próbaidőre felfüggesztették, és munkát vállalhatott. Az OKGT a kutatási dokumentációk rendezését bízta rá, itt 1962-ben bekövetkezett nyugdíjazásáig dolgozott. 1960. május 10-én amnesztiában részesült, azonban kárpótlására és teljes rehabilitációjára nem került sor. 1970-ben bekövetkezett halála után, 1989-ben állították helyre akadémiai tagságát, majd 20 évvel halála után (posztumusz) Széchenyi-díj kitüntetésben részesítették az első magyar ipari jelentőségű kőolaj-előfordulás feltárásáért, amellyel hazánk kőolajtermelő országgá vált.

## Vidravas
Galgóczi Erzsébet regényében dolgozta fel a MAORT-pert. Komoly küzdelmet jelentett számára a peranyagok megismerése. Végül Fock Jenő miniszterelnök közbenjárására kapott engedélyt a megtekintésre. Jegyzeteket nem készíthetett, ezért minden látogatás után a gépírónőjéhez sietett, és lediktálta a memorizált ismereteket.